# 白頭翡翠
白頭翡翠是翠鳥科領翡翠屬的一種鳥類，分布於印尼、巴布亞新幾內亞及所羅門群島。其自然棲息地為亞熱帶或熱帶紅樹林。